# Tippy-Toe
Tippy-Toe es una ardilla ficticia que aparece en los cómics estadounidenses publicados por Marvel Comics. El personaje, creado por Dan Slott, apareció por primera vez en GLA #4 (en septiembre de 2005).

## Biografía ficticia
Después de la muerte de Monkey Joe a manos de Leather Boy, la Chica Ardilla (Doreen Allene Green) elige una nueva ardilla para que actúe como su compañera. Considera llamarla 'Monkey Joe 2' antes de decidirse por 'Tippy-Toe' y regalarle una cinta rosa. Ella recluta un ejército de ardillas locales para ayudar a los Vengadores de los Grandes Lagos (GLA) en la lucha contra Maelstrom y la Brigada de Batroc. Todas las ardillas mueren, excepto Tippy-Toe, que se convierte en la nueva compañera permanente de la Chica Ardilla.
Tippy-Toe ayuda a la Chica Ardilla en varias aventuras, incluida la derrota de MODOK. Cuando ella le rasca la cara, desactiva su Silla del Juicio Final y desarma a Thanos. Deathurge, atrapado en la forma de una ardilla durante meses, se ofrece a asesinar a Tippy-Toe y llevar su alma a Oblivion para escapar de su forma de ardilla. Sin embargo, esto resulta más difícil de lo que Deathurge planeó, ya que Tippy-Toe evade continuamente sus trampas.
Tiempo después, cuando Speedball visita la Universidad de Wisconsin, la Chica Ardilla va a su encuentro, pero termina peleando con Bug-Eyed Voice, quien intenta atacar a Speedball. Afortunadamente, Tippy-Toe se pone en contacto con el gerente de Speedball y le pide que se reúna con Chica Ardilla en la sede de GLX.
En otra aventura, durante una visita a la ciudad de Nueva York, Chica Ardilla y Tippy-Toe ayudan a La Cosa a derrotar a Bi-Bestia en Central Park.
Cuando la Chica Ardilla decide dejar el GLA y regresar a la ciudad de Nueva York, Tippy-Toe se muda con ella. Mientras Doreen se inscribe como estudiante de informática en la Universidad Empire State, Tippy-Toe continúa ayudándola en sus actos heroicos. En una ocasión viaja junto con Doreen a la Luna para enfrentarse a Galactus y también visita Nutopia XXIV junto con ellos.
Aunque Tippy-Toe es la compañera de Chica Ardilla, ella también tiene sus propias aventuras. Durante la aventura de Chica Ardilla con Howard el pato, Tippy-Toe está de vacaciones. Una vez, mientras la Chica Ardilla está estudiando, Tippy-Toe se une a Rocket Raccoon para salvar Central Park de Plantman. Tippy-Toe se niega a ponerse del lado del malvado clon de Chica Ardilla cuando quiere librar al mundo de los humanos. Más tarde, casi sacrifica su vida para salvar a Doreen cuando Allene la envía a la Luna.
Durante un concurso de disfraces de una fiesta de Halloween presentado por Chica Ardilla, Leather Boy (el asesino de Monkey Joe) aparece y, todavía buscando venganza contra Chica Ardilla por unirse a los Vengadores de los Grandes Lagos, intenta matar a Tippy-Toe. Deadpool, también presente, salva a Tippy y deja a Leather Boy atado en un árbol para que lo ataquen las ardillas.
Buscando una manera de derrotar a Galactus, los Chtty y los Chrrt-chuks secuestran a Tippy-Toe (y a Nancy Whitehead por error) y los colocan en una simulación para engañarlos y revelar los secretos de la derrota de Galactus. Se revela que los Chrrt-chuks en realidad están siendo extorsionados por un Silver Surfer falso. Al obtener una pequeña porción del Poder Cósmico, Tippy-Toe intenta castigar a los estafadores, pero cuando es burlada, le da el Poder Cósmico a Nancy.

## En otros medios
- Tippy-Toe aparece junto a Monkey Joe como la compañera de la Chica Ardilla en Ultimate Spider-Man.
- Tippy-Toe aparece también en Marvel Rising, con efectos vocales proporcionados por Dee Bradley Baker.[20]
- Tippy-Toe aparece en Spidey and His Amazing Friends, con efectos vocales proporcionados por Darin De Paul.[20]